# Kandel (Palatinado)
Kandel (pronunciación alemana: ˈkandl̩ⓘ) es una ciudad de casi 10.000 habitantes en el distrito de Germersheim en el sureste de Renania-Palatinado, Alemania. Está ubicada al margen de la región vinícola del Palatinado y de la región cubierta de bosques llamada Bienwald".